# 维拉巴萨
维拉巴萨（義大利語：Villabassa），是意大利北部博尔扎诺-上阿迪杰自治省的一个市镇，位于其省会波尔查诺的东北方约70公里处。ISTAT代码为021113。总面积17平方公里，人口1454人，人口密度85.5人/平方公里（2009年）。

## 地理
维拉巴萨毗邻以下的市镇：布拉耶斯、多比亚科、蒙圭尔福-泰西多和瓦莱迪卡谢斯。